# Moncrabeau
Moncrabeau település Franciaországban, Lot-et-Garonne megyében. Lakosainak száma 741 fő (2022. január 1.). Moncrabeau Condom, Gazaupouy, Ligardes, Francescas, Fréchou, Lannes, Lasserre és Mézin községekkel határos.

## Népesség
A település népességének változása:
| Lakosok száma | 1050 | 823  | 789  | 810  | 751  | 735  | 733  | 736  | 736  | 741  |
|               | 1968 | 1982 | 1990 | 2006 | 2013 | 2015 | 2017 | 2019 | 2020 | 2022 |